# Kapuzinerkloster Vohenstrauß

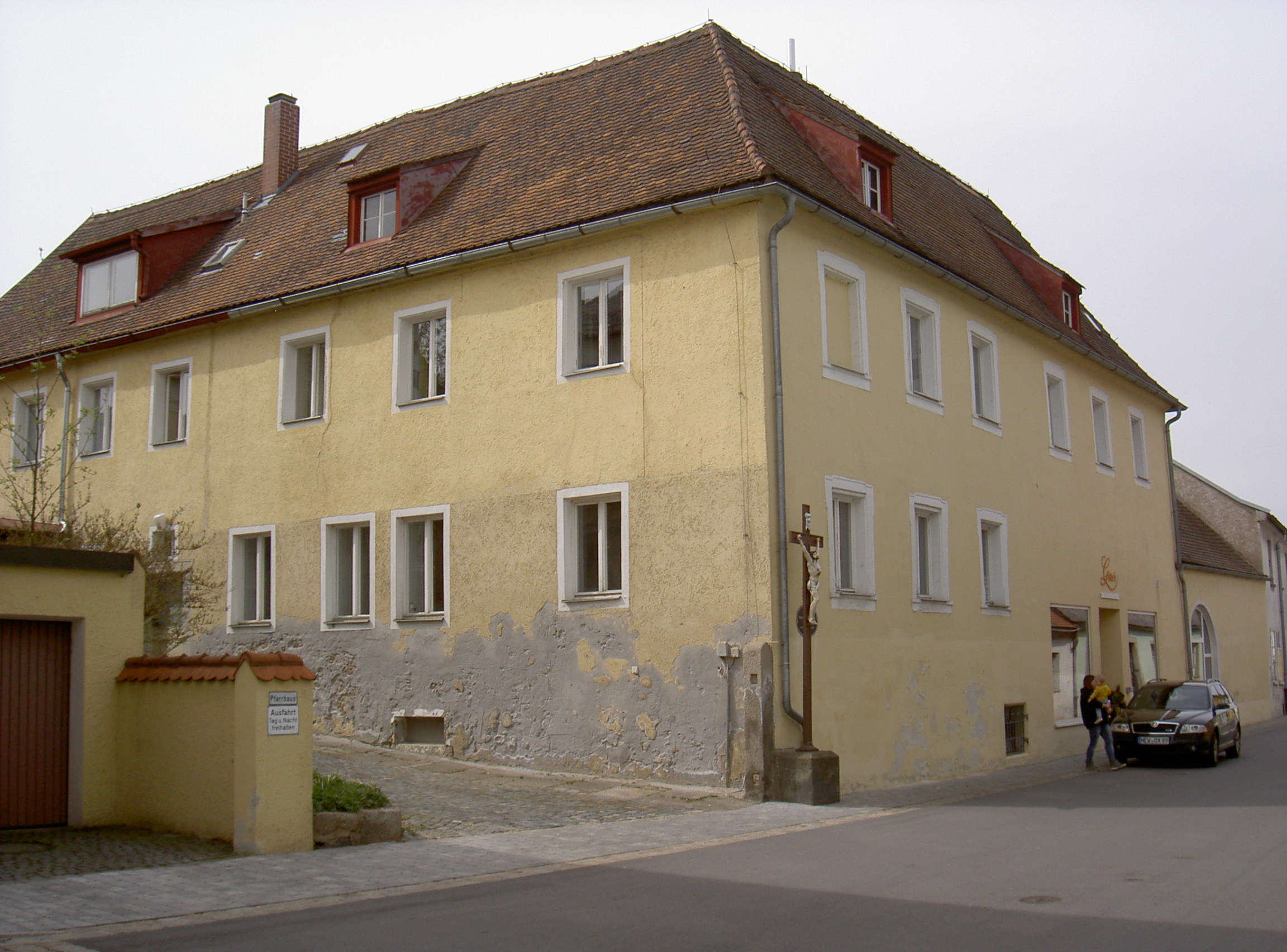
Gebäude des ehemaligen Kapuzinerklosters Vohenstrauß

Das abgegangene Kapuzinerkloster Vohenstrauß befand sich in der oberpfälzer Stadt Vohenstrauß. Im Zuge der Säkularisation wurde das Kloster 1802 aufgelöst und das 1763 bezogene Klostergebäude (Pfarrgasse 9) als „alter Pfarrhof“ verwendet.

## Geschichte
Das Kloster wurde im Zuge der Gegenreformation durch Pfalzgraf Christian August, der 1656 zur katholischen Lehre übergetreten war, begründet. Da es in seinem Herzogtum Neuburg-Sulzbach zu wenige Weltpriester gab, wurden am 22. Februar 1657 zwei Kapuzinerpatres aus dem Kapuzinerkloster Neumarkt in der Oberpfalz und ein Laienbruder in Begleitung des Regierungskommissars Wolfgang Schweitzer nach Vohenstrauß gesandt. Von dem Pfleger Gravenreuth wurde den Bürgern der Befehl des Pfalzgrafen verlesen, die Patres mit gebührendem Respekt zu behandeln. Der erste katholische Pfarrverwalter wurde Johann Meuerl, der sich um die weltlichen Angelegenheiten kümmern sollte. 
Unter Maximilian I. und dem Beginn der Gegenreformation wurde die Gegend wieder verstärkt „katholisch gemacht“. Durch ihr freundliches Wesen konnten die Kapuziner vor allem im Vohenstraußer Umland (Altenstadt, Oberlind, Woppenrieth, Waldau ab 1657, Kaimling) die Leute für sich einnehmen. 1710 kam ein dritter Pater nach Vohenstrauß. Der Waldauer Gutsherr Johann Karl Freiherr von Rummel stiftete 1716 ein Benefiziat für Waldau. 
Ein Vorkommnis wird berichtet, welches das Verhältnis zwischen den Katholiken und den Lutheranern in Vohenstrauß verschlechterte: Ein evangelischer Leinenwebermeister hatte verschiedene Diebstähle begangen und war deswegen aus der Zunft ausgeschlossen worden. 1774 wurde er bei einem erneuten Obstdiebstahl gefasst und wanderte in das Gefängnis. Die Kapuziner boten ihm nun an, dass er straffrei ausgehen würde, wenn er zum katholischen Glauben überträte, was er auch gemacht hat. Problem war, dass nun auch seine fünf Kinder katholisch werden sollten, wogegen sich der evangelische Pfarrer Philipp Kaspar Fuchs wehrte. Tatsächlich konnten die beiden älteren Brüder vor dem Übertritt bewahrt werden. Eine Tochter floh zu ihrem Paten. Es entstand ein großer Auflauf, bei dem der herbeigeeilte katholische Richter Rosner verprügelt wurde. Da die Täter nicht gefunden werden konnten, wurde die ganze evangelische Gemeinde mit einer Strafe belegt, Pfarrer Fuchs wurde von seinem Posten entfernt und an seiner Stelle wurde Johann Georg Fembo  eingesetzt. Bei dessen Antrittspredigt waren nur der Mesner und eine weitere Person anwesend. Die drei jüngeren Kinder des Delinquenten wurden „katholisch gemacht“. 

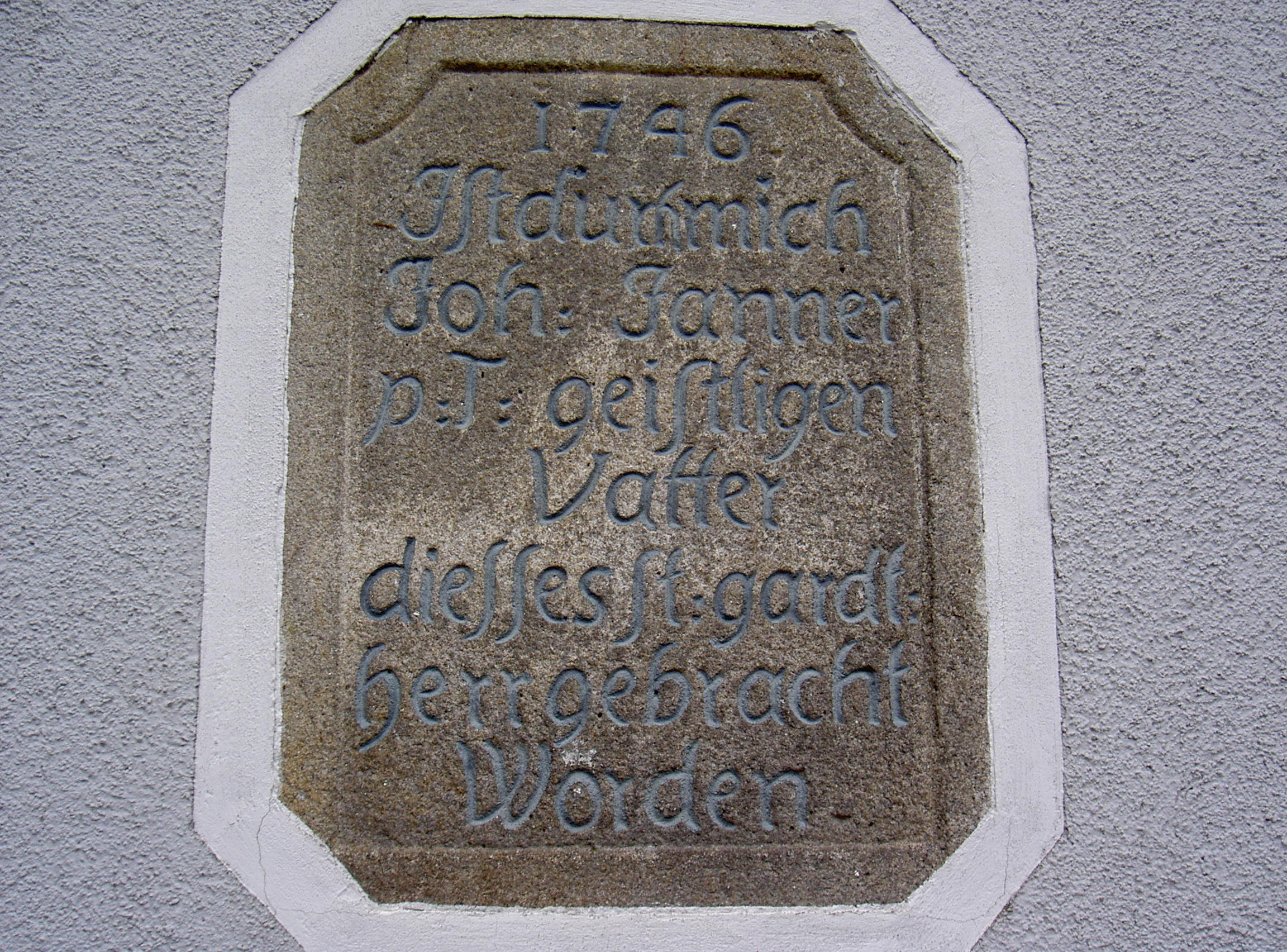
Inschrifttafel vom ehemaligen Kapuzinerkloster von 1746

Bei dem großen Brand in Vohenstrauß am 9. Juni 1763 konnten die Kapuziner einige Messgewänder, Bilder sowie ein Prager Jesulein retten. Um 1710 war im Hospiz der Kapuziner eine öffentliche Kapelle St. Josef gegründet worden (Pfarrgasse 9). Das Gebäude des Hospizes wurde von den Kapuzinern nach dem großen Stadtbrand von 1763 bezogen, zuvor hatten sie ihre Unterkunft in einem Gebäude in der Wittschauer Straße 14. 

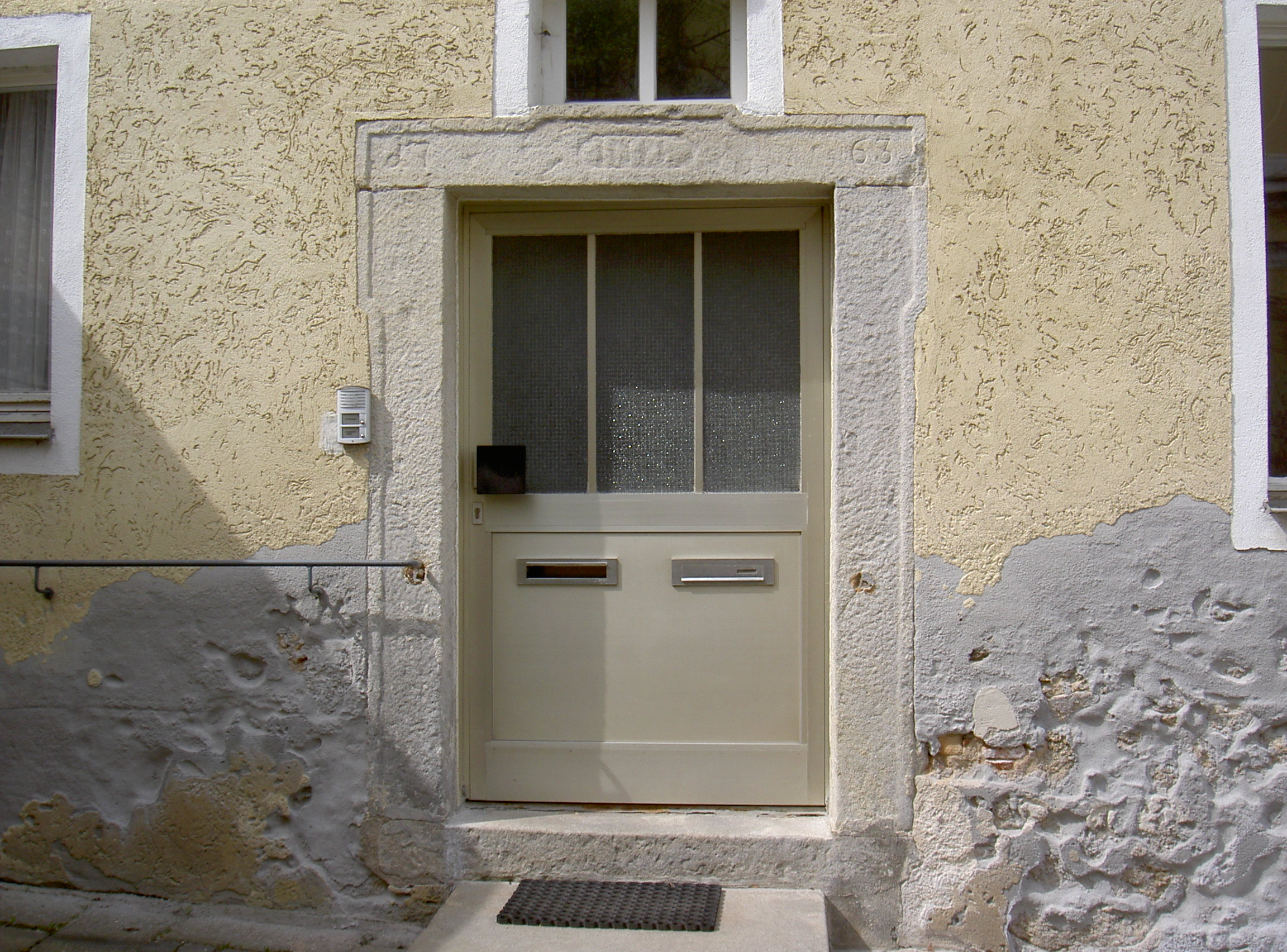
Steingewände am Gebäude des ehemaligen Kapuzinerklosters in Vohenstrauß

Die Entscheidung über die Säkularisation der bayerischen Kapuzinerklöster fiel im Februar 1802. In Burglengenfeld trafen im April die Mitbrüder der aufgehobenen Niederlassungen von Parkstein und Weiden in der Oberpfalz ein, im August folgten die Klosterinsassen aus Sulzbach und Vohenstrauß. Nachdem es einige Zeit danach ausgesehen hatte, als sollte Burglengenfeld als Zentralkloster erhalten bleiben, erfolgte am 27. Dezember 1802 auch hier die Auflösung. Die ehemaligen Konventualen kamen großteils nach Altötting in das inzwischen geräumte Kapuzinerkloster Altötting. Der letzte Pfarrprovisor in Vohenstrauß war Pater Erhard Müller aus Schmidmühlen. Nach dem Abzug der Mönche wurde die Pfarrei von Weltpriestern versorgt, der erste war Pfarrer Franz Kellermann, der am 26. August 1802 in Vohenstrauß ankam und das Kapuzinerhospiz als Pfarrhaus bezog.

## Gebäude
Das 1763 bezogene Kapuzinerkloster wurde nach der Säkularisation ein katholisches Pfarrhaus. Es ist heute noch ein zweiflügeliger Walmdachbau mit Steingewänden und einem Steinportal. Außen ist ein Kruzifix aus Gusseisen aus der Zeit um 1900 angebracht.